# Краэкер, Жозеф де
Жозеф Гислен Анри Мария де Краэкер (фр. Joseph Ghislain Henri Maria de Craecker, 19 января 1891 — 23 октября 1975) — бельгийский фехтовальщик, призёр Олимпийских игр.
Родился в 1891 году в Антверпене. В 1920 году завоевал серебряную медаль в командном первенстве на шпагах на Олимпийских играх в Антверпене, а в личном зачёте стал 7-м. В 1924 году принял участие в Олимпийских играх в Париже, где вновь завоевал серебряную медаль в командном первенстве на шпагах.